# Парма (Мичиген)
Парма (енгл. Parma) град је у америчкој савезној држави Мичиген.

## Демографија
По попису из 2010. године број становника је 769, што је 138 (-15,2%) становника мање него 2000. године.
| Група             | 2000.       | 2010.       |
| Белци             | 867 (95,6%) | 723 (94,0%) |
| Афроамериканци    | 5 (0,6%)    | 3 (0,4%)    |
| Азијати           | 5 (0,6%)    | 7 (0,9%)    |
| Хиспаноамериканци | 15 (1,7%)   | 19 (2,5%)   |
| Укупно            | 907         | 769         |